# Coefficient d'écoulement
Le coefficient d'écoulement est le rapport, exprimé en pourcentage, entre la quantité d'eau écoulée par la quantité d'eau précipitée, pour un bassin versant et une durée définie et significative, par exemple à l'échelle d'un cours d'eau et pour une année.
« Cette notion n'implique pas que toute l'eau écoulée provienne des précipitations considérées. Une partie peut provenir de précipitations antérieures ou tombées hors du bassin (s'il existe des transferts, de surface ou souterrains), ni réciproquement que toutes les précipitations non évapotranspirées se soient écoulées (différences de stock et sorties souterraines). »

## Exemples
Le coefficient d'écoulement est de 22,6 % pour le bassin versant de l'Arbonite à Haïti, 9 500 km2 avec un débit moyen de 99 m3/s alors qu'il atteint 46,2 % pour le bassin versant de Grande-Anse, au sud-ouest d'Haïti, pour un bassin versant de 490 km2 avec un débit moyen de 12 m3/s.

## Valeurs types
Ces valeurs sont indicatives et peuvent fortement varier en fonction de la pente des surfaces considérés, de l'orientation des cultures, de la saturation en eau.
| Nature superficielle du bassin versant | Coefficient de ruissellement Cr |
| -------------------------------------- | ------------------------------- |
| Forêt                                  | 0,1                             |
| Prés, champs cultivés                  | 0,2                             |
| Vignes                                 | 0,05 à 0,15                     |
| Rochers                                | 0,7                             |
| Routes sans revêtement                 | 0,7                             |
| Routes avec revêtement                 | 0,9                             |
| Toitures                               | 0,9                             |